# Mattia d'Asburgo
Mattia d'Asburgo (in tedesco: Matthias, in ceco: Matyáš, in croato: Matija II, in ungherese: II. Mátyás, in polacco: Maciej, in rumeno: Matei, in russo: Матвей, in slovacco Matej; Vienna, 24 febbraio 1557 – Vienna, 20 maggio 1619) è stato re di Boemia e Ungheria col nome di Mattia II. Fu reggente del Sacro Romano Impero e imperatore dal 1612 fino alla sua morte.
Nella politica interna ed estera Mattia riuscì a mettere fine alle rivolte scoppiate in Ungheria e il lungo conflitto con l'Impero ottomano (1593-1606) si chiuse sotto il suo impero con la firma del trattato di Vienna e in seguito della pace di Zsitvatorok nel 1606, una decisione tra l'altro avversata dal fratello, che era ancora ufficialmente imperatore; questa è una testimonianza della presa di potere dell'Impero da parte di Mattia, che diventerà ufficialmente imperatore ben sei anni dopo.

## Biografia
Figlio terzogenito di Massimiliano II e di Maria di Spagna, Mattia iniziò la sua carriera politica nel 1577 nei Paesi Bassi, chiamato da alcuni statisti locali (tra i quali il duca di Aerschot e suo fratello, il marchese di Havré), che in seguito gli offrirono la carica di governatore generale dei Paesi Bassi. Mattia accettò la nomina, anche se la sua posizione non venne mai riconosciuta ufficialmente da suo zio, Filippo II di Spagna, il quale era reggente ereditario delle province. Mattia rimase a ogni modo governatore sino a quando i ribelli non deposero Filippo II e dichiararono la piena indipendenza dell'area nel 1581.
Dopo gli eventi del 1581, Mattia venne costretto ad abbandonare la sua carica e, dopo cinque mesi, lasciò Anversa per recarsi in Austria, dove sostituì il fratello Rodolfo II nella reggenza dei territori della casata degli Asburgo dal 1593. Rodolfo II parve quasi costretto dai suoi consiglieri a prendere quest'ultima decisione, in quanto egli risultò di fatto privato dei poteri sull'Ungheria e in seguito sulla Boemia, mantenendo però la guida dell'Impero. La causa di queste concessioni al fratello Mattia furono le condizioni di salute di Rodolfo che, pur non potendo essere detronizzato, soffriva di evidenti problemi di mente che lo portarono poi alla morte nel 1612. Dal 1611 all'anno della sua morte, Mattia tenne Rodolfo prigioniero "per la sua sicurezza e quella dell'impero" nel castello di Praga. Durante questo periodo in Austria, Mattia strinse strette relazioni con il vescovo di Vienna, Melchior Klesl, il quale poi diventerà uno dei suoi più fidati consiglieri una volta ottenuto il trono imperiale.
Alla morte di Rodolfo II, Mattia gli succedette al trono imperiale e fu durante il suo breve regno che la capitale dell'impero fu trasferita da Vienna a Praga, benché la corte vi risiedesse già dal 1583. Il regno di Mattia fu funestato dalla guerra dei trent'anni iniziata proprio sotto il suo impero con la celebre defenestrazione di Praga del 23 maggio 1618, quando due legati imperiali e il segretario del Consiglio, favorevoli alla Chiesa cattolica, furono cacciati dagli aristocratici protestanti boemi e defenestrati dal castello di Praga.
Mattia nel 1611 aveva sposato l'arciduchessa Anna d'Austria, sua cugina, ma la coppia non aveva avuto figli.

### La Riforma
L'imperatore Mattia all'inizio del suo regno si dimostrò favorevole alla Chiesa protestante, sin da quando nel 1581 fu esiliato dai Paesi Bassi, in preda alle rivolte religiose, dei quali Mattia era stato, dal padre, nominato governatore. Nel 1608 divenne re d'Ungheria con l'appoggio dei nobili ungheresi. Nel 1611 fu incoronato re di Boemia trasferendosi definitivamente nella nuova capitale del Sacro Romano Impero e divenendo ufficialmente imperatore alla morte del fratello Rodolfo II l'anno successivo.
Ma la politica degli Asburgo, favorevole al partito cattolico sin dalla Dieta di Augusta, condizionò la politica di Mattia, che reintrodusse un periodo d'intolleranza religiosa contro i protestanti boemi. La presenza di forti componenti protestanti all'interno dell'Impero, fra gli stessi Elettori e i Principi tedeschi, la politica di tolleranza della Francia di Enrico IV verso gli Ugonotti, i Calvinisti svizzeri e la forte potenza della Svezia protestante nel Seicento misero alle strette Mattia, che rivolse le sue speranze ai vecchi alleati Spagna e Papato.

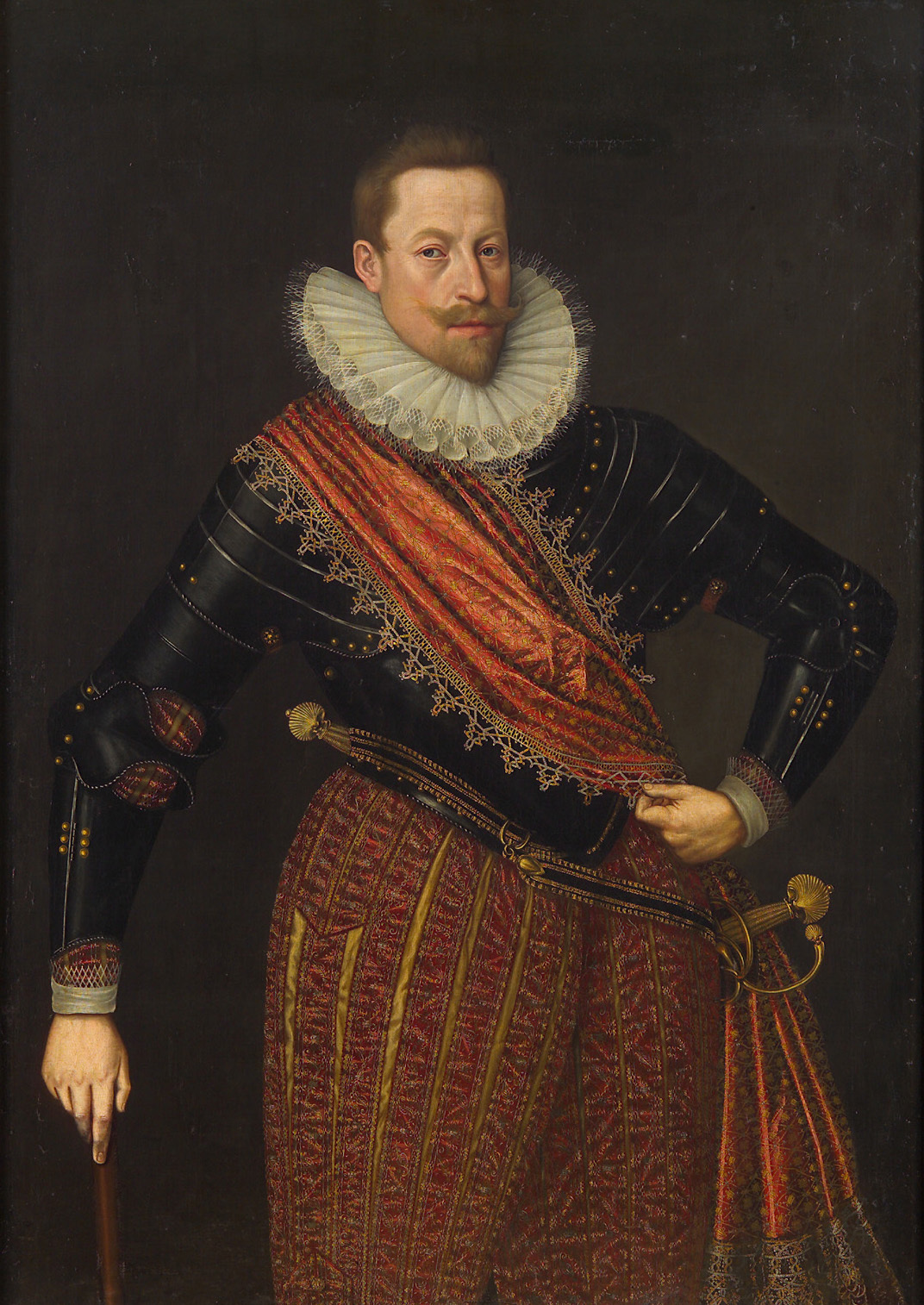
L'arciduca Mattia d'Austria in un ritratto di Lucas van Valckenborch

### Svolta reazionaria
Mattia abolì la Littera maiestatis con la quale il suo predecessore Rodolfo aveva istituito nel 1609 la libertà di culto anche per i calvinisti di Boemia, così come era accaduto nel 1598 con l'Editto di Nantes in Francia, voluto da Enrico IV.
Per questo motivo si arrivò nel 1618 alla defenestrazione dei legati imperiali cattolici inviati da Ferdinando di Stiria, già nominato re di Boemia a causa delle critiche condizioni di salute dell'Imperatore, e futuro imperatore Ferdinando II.
Si ebbe quindi un successivo rifiuto della nobiltà calvinista boema di accettare la sottomissione al nuovo re Ferdinando e fu decisa la momentanea destituzione dell'imperatore Mattia, che in quel momento si trovava a Vienna, come re di Boemia.
Fu poi eletto nuovo re di Boemia, al posto di Ferdinando, il protestante Federico V Elettore Palatino, capo dell'Unione evangelica creata da suo padre, l'Elettore Palatino Federico IV, per riunire le forze dei principi protestanti tedeschi e arginare le pretese degli Asburgo e il duca e futuro Elettore di Baviera, capo di una Lega cattolica fortemente voluta da Ferdinando.

### La successione
Non essendogli nati eredi, Mattia aveva designato come suo successore il cugino Ferdinando, figlio dell'arciduca Carlo d'Asburgo, che poi sarebbe diventato Ferdinando II. Cresciuto presso i Gesuiti nella cattolicissima corte spagnola e nemico acerrimo della Riforma protestante, già persecutore della chiesa riformata di Stiria, regione austriaca della quale era stato nominato reggente, inasprì le persecuzioni contro i protestanti e iniziò, di fatto, la guerra dei trent'anni.

## Ascendenza
|                           |                        |                          | Genitori                   |  |  | Nonni |  |  | Bisnonni               |  |  | Trisnonni                |  |
|                           |                        |                          |                            |  |  |       |  |  | Filippo I di Castiglia |  |  | Massimiliano I d'Asburgo |  |
|                           |                        |                          |                            |  |  |       |  |  | Filippo I di Castiglia |  |  | Massimiliano I d'Asburgo |  |
|                           |                        | Maria di Borgogna        |                            |  |  |       |  |  | Filippo I di Castiglia |  |  |                          |  |
| Ferdinando I d'Asburgo    |                        |                          |                            |  |  |       |  |  | Filippo I di Castiglia |  |  |                          |  |
|                           |                        | Giovanna di Castiglia    | Ferdinando II d'Aragona    |  |  |       |  |  |                        |  |  |                          |  |
|                           |                        | Giovanna di Castiglia    | Ferdinando II d'Aragona    |  |  |       |  |  |                        |  |  |                          |  |
|                           |                        | Giovanna di Castiglia    | Isabella di Castiglia      |  |  |       |  |  |                        |  |  |                          |  |
| Massimiliano II d'Asburgo |                        | Giovanna di Castiglia    |                            |  |  |       |  |  |                        |  |  |                          |  |
|                           |                        | Ladislao II di Boemia    | Casimiro IV di Polonia     |  |  |       |  |  |                        |  |  |                          |  |
|                           |                        | Ladislao II di Boemia    | Casimiro IV di Polonia     |  |  |       |  |  |                        |  |  |                          |  |
|                           |                        | Ladislao II di Boemia    | Elisabetta d'Asburgo       |  |  |       |  |  |                        |  |  |                          |  |
| Anna Jagellone            |                        | Ladislao II di Boemia    |                            |  |  |       |  |  |                        |  |  |                          |  |
|                           |                        | Anna di Foix-Candale     | Gastone II di Foix-Candale |  |  |       |  |  |                        |  |  |                          |  |
|                           |                        | Anna di Foix-Candale     | Gastone II di Foix-Candale |  |  |       |  |  |                        |  |  |                          |  |
|                           |                        | Anna di Foix-Candale     | Caterina di Navarra        |  |  |       |  |  |                        |  |  |                          |  |
| Mattia d'Asburgo          |                        | Anna di Foix-Candale     |                            |  |  |       |  |  |                        |  |  |                          |  |
|                           | Filippo I di Castiglia | Massimiliano I d'Asburgo |                            |  |  |       |  |  |                        |  |  |                          |  |
|                           | Filippo I di Castiglia | Massimiliano I d'Asburgo |                            |  |  |       |  |  |                        |  |  |                          |  |
|                           | Filippo I di Castiglia | Maria di Borgogna        |                            |  |  |       |  |  |                        |  |  |                          |  |
| Carlo V d'Asburgo         | Filippo I di Castiglia |                          |                            |  |  |       |  |  |                        |  |  |                          |  |
|                           |                        | Giovanna di Castiglia    | Ferdinando II d'Aragona    |  |  |       |  |  |                        |  |  |                          |  |
|                           |                        | Giovanna di Castiglia    | Ferdinando II d'Aragona    |  |  |       |  |  |                        |  |  |                          |  |
|                           |                        | Giovanna di Castiglia    | Isabella di Castiglia      |  |  |       |  |  |                        |  |  |                          |  |
| Maria d'Asburgo           |                        | Giovanna di Castiglia    |                            |  |  |       |  |  |                        |  |  |                          |  |
|                           |                        | Manuele I del Portogallo | Ferdinando d'Aviz          |  |  |       |  |  |                        |  |  |                          |  |
|                           |                        | Manuele I del Portogallo | Ferdinando d'Aviz          |  |  |       |  |  |                        |  |  |                          |  |
|                           |                        | Manuele I del Portogallo | Beatrice d'Aviz            |  |  |       |  |  |                        |  |  |                          |  |
| Isabella d'Aviz           |                        | Manuele I del Portogallo |                            |  |  |       |  |  |                        |  |  |                          |  |
|                           |                        | Maria d'Aragona          | Ferdinando II d'Aragona    |  |  |       |  |  |                        |  |  |                          |  |
|                           |                        | Maria d'Aragona          | Ferdinando II d'Aragona    |  |  |       |  |  |                        |  |  |                          |  |
|                           |                        | Maria d'Aragona          | Isabella di Castiglia      |  |  |       |  |  |                        |  |  |                          |  |
|                           |                        | Maria d'Aragona          |                            |  |  |       |  |  |                        |  |  |                          |  |